# Eduardo Aguirre
Artikeln följer den spanska namnseden; faderns efternamn är Aguirre och moderns efternamn Lara.
Eduardo Daniel Aguirre Lara, född 3 augusti 1998, är en mexikansk fotbollsspelare som spelar för Santos Laguna.
Han blev olympisk bronsmedaljör i fotboll vid sommarspelen 2020 i Tokyo.